# Gerhard Bast
Gerhard Bast (Ducato di Carniola, 12 gennaio 1911 – Passo del Brennero, 9 marzo 1947) è stato un avvocato austriaco, Sturmbannführer della Gestapo e leader di una task force dell'Einsatzgruppen.
Dopo la guerra, Bast tentò di fuggire in Sud America. Poco prima di partire, decise di andare a trovare la sua famiglia in Austria. Nel viaggio in Italia e in partenza per il Sud America, il passo del Brennero, però, il contrabbandiere che trasportava Bast decise all'improvviso di derubarlo e ucciderlo.
Lo scrittore austriaco Martin Pollack (1944-2025) era il figlio illegittimo di Gerhard Bast. Pollack ha scritto il libro: "Der Tote im Bunker. Bericht über meinen Vater", pubblicato a Vienna nel 2004.